# Pleurolobus gangeticus
Pleurolobus gangeticus (Linneo) J.St.-Hil. ex H.Ohashi & K.Ohashi è una pianta della famiglia delle leguminose che presenta alcune proprietà mediche.